# František Sequens
František Seraf Sequens (21. listopadu 1836 Plzeň – 14. června 1896 Praha) byl český malíř, autor církevních obrazů a historických výjevů.

## Život
František Sequens se narodil v Plzni jako syn koželuha. Vyrůstal v prostředí ovlivněném silnými katolickými tradicemi. Vystudoval reálku v rodném městě a vyšší reálku v Praze. V letech 1852–1853 začal studovat na Akademii v Praze, odkud po přípravném ročníku přešel na Akademii do Mnichova, kde byl v letech 1854–1859 žákem profesora Wilhelma Kaulbacha, poslední rok absolvoval na Královské akademii výtvarných umění v Antverpách u čelného představitele vlámského romantismu, profesora Jozefa H. F. van Leria. V roce 1860 se vrátil do Prahy.
V létě 1863 získal Klárovo stipendium pro výtvarné umělce a na podzim téhož roku odjel do Říma, kde byl od roku 1855 zřízen ve věži Palazzo Venezia – budovy rakouského vyslanectví bezplatný výtvarný ateliér pro stipendisty z nadace Aloise Klara a další. V žádosti o stipendium též uvedl, že votivní dílo, které ze stipendijního závazku vyplývalo, vytvoří po svém příjezdu pro bývalý klášterní kostel v Plasech, v němž byl pokřtěn. Na Klarovo stipendium strávil v Itálii tři roky, další dva roky na stipendium státní společně s Ludvíkem Šimkem, Petrem Maixnerem a Václavem Levým. V Itálii se sblížil s hnutím nazarénů, romantických malířů náboženských obrazů s typickými strnulými, stylizovanými, asketickými, úzkostlivě oblečenými postavami, které co nejméně působí na smyslnost. Pod jejich vlivem zcela změnil svůj přístup a přeorientoval se z historické malby na církevní umění. Po vyčerpání stipendia se vrátil roku 1868 do Čech.
Dne 6. února 1869 se v Plzni oženil s operní pěvkyní Emílií Gerlachovou (1839-1914), nejstarší dcerou plzeňského klavíristy Josefa Gerlacha. Usadili se v Praze, manželství bylo bezdětné. Emílie se věnovala pěvecké kariéře a František výtvarné tvorbě a pedagogické práci. Spolupracoval často s architektem Josefem Mockerem.
V roce 1880, po smrti ředitele Jana Swertse, získal místo profesora pro malířství náboženské a dějinné na pražské malířské akademii. Působil tam až do smrti. V letech 1882–83, 1884–85, 1886–87 a 1890–93 vykonával na této škole funkci rektora. 

### Žáci
Školením v jeho ateliéru prošlo během šestnácti let 98 posluchačů, mezi jinými Luděk Marold (1889), Viktor Oliva (1883), Augustin Němejc (1883), František Kupka, Gustav T. Miksch, Josef Karel Linhart, František Bohumil Doubek (1885), Antonín Krisan, Vojtěch Bartoněk (1889), Vilém Trsek (1890), Josef Douba (1891), Josef Ferdinand Hetteš (1888), Karl Krattner (1888), Josef Douba (1891), František Kupka (1892), Emil Holárek (1892), Karel Rašek (1892) a Maxmilián Pirner, který se stal jeho asistentem a nástupcem. Na umělecký vývoj studentů měl ale vliv minimální. Jeho styl nenašel u většiny žáků odezvu, přímého pokračovatele nevychoval.
Byl schopný manažer, účastnil se veřejného života a cílevědomě získával prestižní zakázky: od roku 1875 byl členem vedení Křesťanské akademie., kde jednak předsedal uměleckému odboru, ale také dodával umělecké návrhy pro realizace chrámového vybavení. Zasedal v Jednotě pro dostavění hlavního chrámu sv. Víta, kam rovněž dodával návrhy designu a spolurozhodoval o přidělování zakázek. Počátkem 80. let byl členem komise pro posouzení projektu přestavby budovy kavárny na pražské Městské muzeum. Roku 1890 získal členství v České akademii věd a umění. Byl oddaný vlasti, církvi i národu.
Zemřel 14. června 1896 ve 2 hodiny v noci po dlouhé srdeční nemoci. Pohřben byl na Vyšehradském hřbitově.

## Dílo
František Sequens patřil k posledním českým představitelům hnutí nazarénů, k němuž se dále řadí např. Joseph von Führich a v určité době zčásti Felix Jenewein. Výjimečně je uváděn mezi prerafaelity, kteří byli obdobně zaměřenou mladší uměleckou skupinou. Navázal na tradice italského malířství pozdního středověku. Církevní obrazy považoval za vrchol umění. Snažil se působit spíše na mysl diváka než na jeho smysly. Malby mají harmonické, ale nevýrazné barevné ladění. Postavy světců jsou strnulé, bez vnitřního výrazu, slavnostního rázu dosahuje jen vnějším uspořádáním. Nesouhlasil s tehdy moderním realistickým přístupem; domníval se, že důraz na realismus by poškodil stylovost díla. Maloval proto také zásadně bez modelu. V dílech se projevuje autorova zbožnost a nadání k zobrazování náboženských předmětů.
K jeho dílům patří:
- Výjevy ze životů sv. Václava a sv. Prokopa pro děkanský chrám v Plzni – vytvořil v Antverpách[9]
- Navštívení Panny Marie, Narození Kristovo, Andělský pozdrav – vytvořeno v Římě[3]
- Oprava císařského oltáře na Svaté Hoře, první práce v Čechách[3]
- Výzdoba svatovítské katedrály: návrh emailových šesti čelných desek relikviářových truhliček a vyobrazením českých patronů a šesti plaket s jejich mučednickými scénami na hlavním oltáři, návrhy vitráží dvanácti oken, nástěnné malby v kaplích Martinické, Arcibiskupské a Nejsvětější trojice[4]
- Fresky v chrámu sv. Barbory v Kutné Hoře
- Předlohy pro okna a figurální malby na stěnách v kostele sv. Václava na Smíchově[12]
- Předloha pro velké okno ve votivním chrámu ve Vídni, které financoval Adolf Josef Schwarzenberg (martyrium sv. Václava, čeští patroni) a dvě menší okna, která byla zničena při bombardování Vídně za druhé světové války, dále 9 předloh k obrazům na hlavní oltář[12]
- Návrhy sklomaleb do oken pro Kostel svatého Vojtěcha (Nové Město)[13]
- Návrhy sklomaleb do oken pro Kostel sv. Ludmily na Vinohradech
- Oprava maleb v kapli na Staroměstské radnici[12]
- Fresky v kaplových hrobkách rodin Schebkových a Lannových na Olšanských hřbitovech[9]
- Figurální malby na schodišti novoměstského Schebkova paláce v Praze v Bredovské ulici čp. 936/II[9] (nyní  ulice Politických vězňů)[14]
- Fresky v levé boční lodi karlínského kostela[9]
- Narození Spasitelovo v kapli Klárova ústavu slepců v Praze[9]
- Obrazy pro další kostely (Písek, Cheb aj.)[9]
- Několik komorních portrétních studií, uložených v Západočeské galerii v Plzni[4]
- Návrh vitráží oken presbytáře v kapitulním kostele sv. Petra a Pavla na Vyšehradě

## Galerie

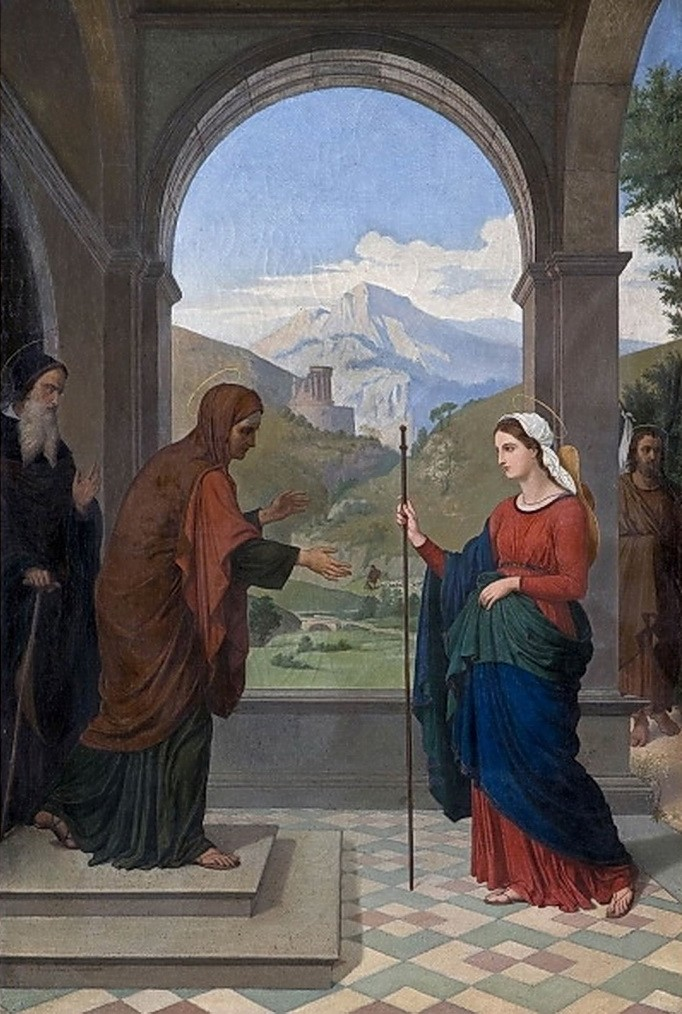
František Sequens – Panna Maria a Alžběta (1860), Galerie moderního umění v Hradci Králové (Ze sbírky biskupa Josefa Doubravy)
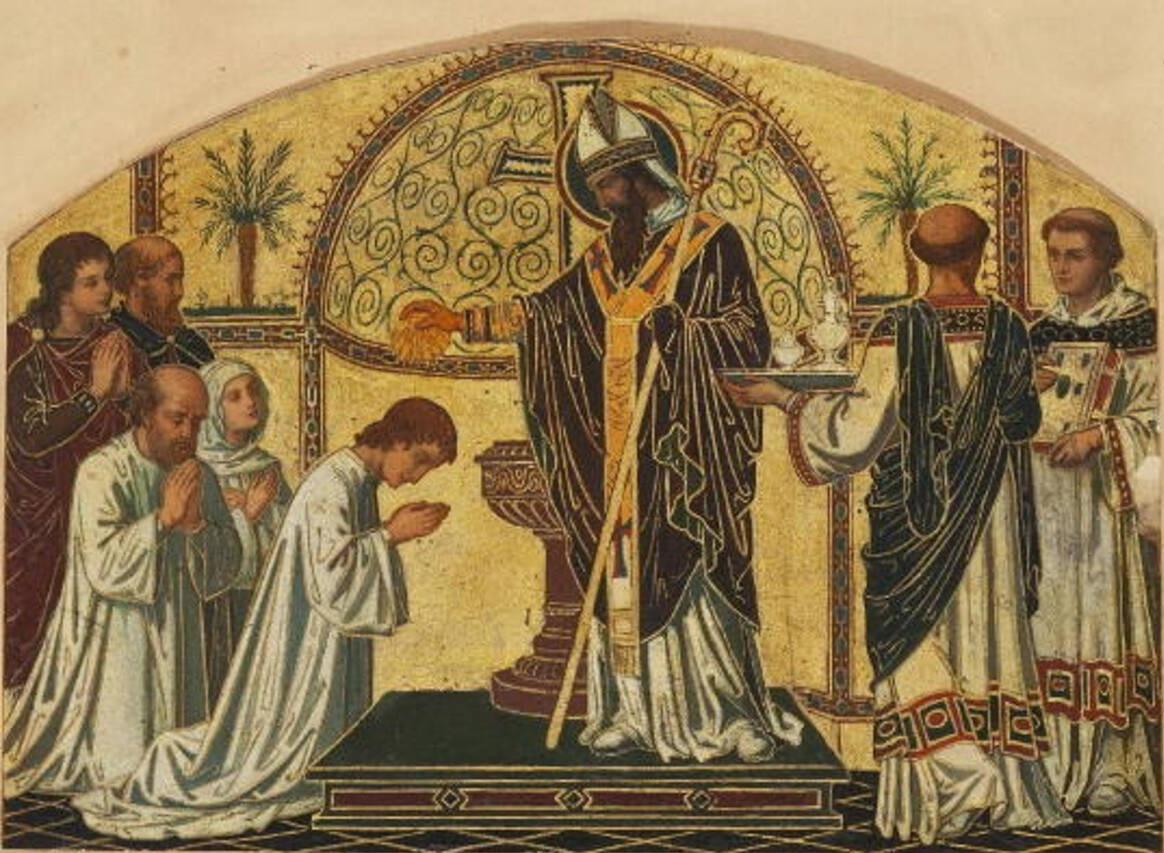
František Sequens - Křest Bořivojův
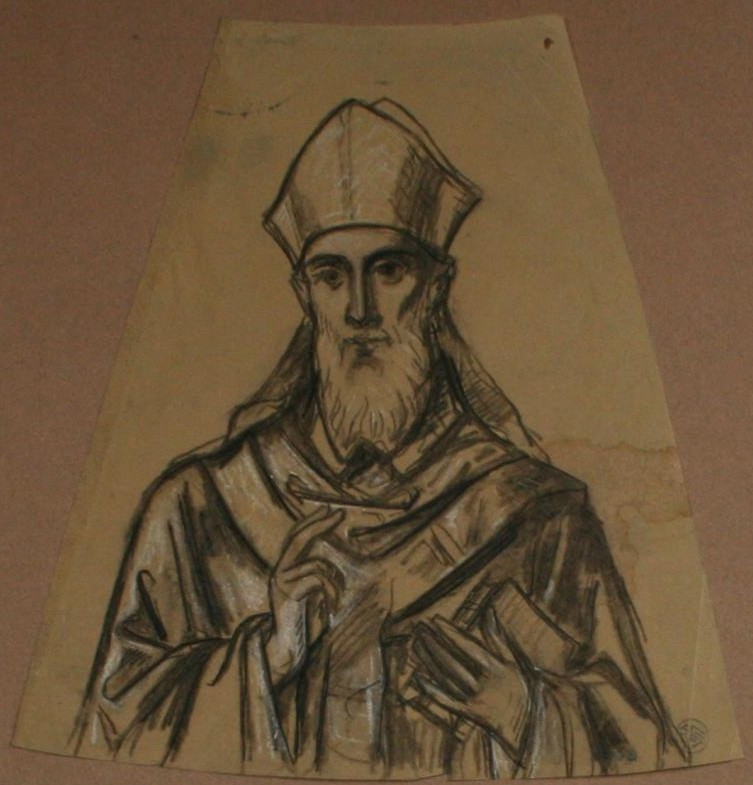
František Sequens - Studie k obrazu sv.Cyrila
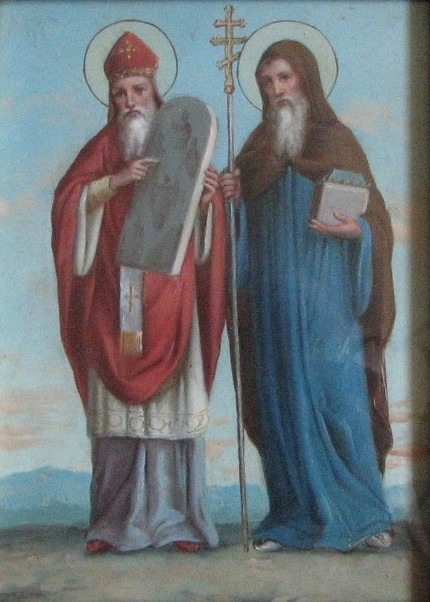
František Sequens - Sv.Cyril a Metoděj